# Communauté de communes du canton de Beaumesnil
La communauté de communes du Canton de Beaumesnil est une ancienne communauté de communes française, située dans le département de l'Eure et dans la région Normandie.

## Histoire
Dans le cadre du schéma départemental de coopération intercommunale, la communauté de communes du canton de Beaumesnil fusionne le 1er janvier 2017 avec la communauté de communes rurales du canton de Brionne, la communauté de communes de Bernay et ses environs, la communauté de communes du canton de Broglie et l'Intercom Risle et Charentonne au sein de la nouvelle communauté de communes Bernay Terres de Normandie.

## Composition
Au 1er janvier 2016, elle regroupait  2 communes :
| Nom                     | Code Insee | Gentilé  | Superficie (km2) | Population (dernière pop. légale) | Densité (hab./km2) |
| ----------------------- | ---------- | -------- | ---------------- | --------------------------------- | ------------------ |
| Mesnil-en-Ouche (siège) | 27049      |          | 165,40           | 4 694 (2014)                      | 28                 |
| Le Noyer-en-Ouche       | 27444      | Noyerois | 10,90            | 227 (2014)                        | 21                 |